# Lobidiopteryx
Lobidiopteryx là một chi bướm đêm thuộc họ Geometridae.